# بحواريا
بحواريا قرية في ناحية مركز القرداحة التابعة لمنطقة القرداحة في محافظة اللاذقية. بلغ عدد سكانها 363 نسمة عام 2004.